# SG Porz
Die Schachgemeinschaft Porz e. V. (SG Porz) ist ein Schachverein aus Köln-Porz, der viele Jahre lang in der deutschen Schachbundesliga spielte und dort zwischen 1967 und 2004 insgesamt achtmal deutscher Meister wurde. 2015 umfasste die SG Porz zehn Mannschaften im allgemeinen Spielbetrieb und eine Frauenmannschaft sowie sechs Jugendmannschaften mit ca. 60 Mitgliedern. Die 1. Mannschaft spielte in der 2. Bundesliga West des Deutschen Schachbunds.

## Geschichte

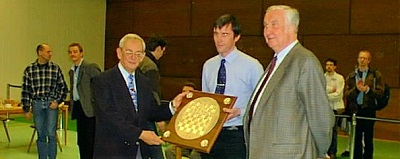
Siegerehrung der Porzer, 1. Schachbundesliga Saison 1998/1999 in Porz. DSB-Präsident Egon Ditt überreicht Pokal, rechts Wilfried Hilgert.

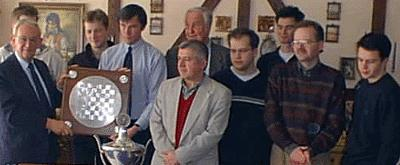
Siegerehrung der Porzer, 1. Schachbundesliga Saison 1999/2000.

Den ersten größeren Erfolg errang die SG Porz mit der Erlangung des deutschen Mannschaftsmeistertitels in der Endrunde der Deutschen Mannschaftsmeisterschaft im Schach 1967. In den Reihen der SG Porz befand sich auch der spätere Großmeister Robert Hübner, mit dem der Verein in der Endrunde 1979 ein zweites Mal den Titel gewinnen konnte. Danach besiegten die Porzer den Verein Avangard Kiew (Meister der UdSSR von 1979) im Achtelfinale des Europapokals. Im Viertelfinale scheiterten sie an Burewestnik Moskau (Gewinner des Europapokals).
Seit der Einführung der 1. Liga in der Saison 1980/81 schaffte es der Verein achtmal Deutscher Mannschaftsmeister zu werden: 1981/82, 1983/84, 1993/94, 1995/96, 1997/98, 1998/99, 1999/2000 und 2003/04. Lediglich die OSG Baden-Baden mit sechzehn und der FC Bayern München mit neun Meistertiteln schafften ein besseres Ergebnis. Zehnmal gelang der Sieg bei der Deutschen Pokal-Mannschaftsmeisterschaft: 1982/83, 1988/89, 1993/94, 1996/97, 1997/98, 1998/99, 1999/2000, 2003/04, 2010/11 und 2012/13. Fünfmal gelang es den Porzern, Deutscher Blitz-Mannschaftsmeister zu werden: 1997, 1998, 1999, 2001 und 2010. Die SG Porz führte außerdem die Ewige Tabelle der Schachbundesliga lange vor der Schachgesellschaft Solingen an.

### Rückzug aus der ersten Liga
Bis zur Saison 2006/07 spielte die 1. Mannschaft der SG Porz in der ersten Schachbundesliga. Zur Saison 2007/08 zog der Verein seine erste Mannschaft zurück, da der Mäzen Wilfried Hilgert mit der neuen, vom Deutschen Schachbund unabhängigen Form des Turnieres als „Bundesliga e. V.“ nicht einverstanden war. Ihm missfiel die seiner Ansicht nach Vernachlässigung des Amateur- und vor allem des Jugend-Bereichs.
Seit der Saison 2008/2009 wurde die SG Porz mehrfach Meister der 2. Bundesliga West, lehnte den Aufstieg in die Schachbundesliga jedoch jeweils ab. Saisonhöhepunkt ist seitdem das Aufeinandertreffen der SG Porz mit dem Deutschen Meister OSG Baden-Baden in der Deutschen Pokal-Mannschaftsmeisterschaft, das die SG Porz zuletzt in der Saison 2010/2011 und 2012/2013 für sich entscheiden konnte.

## Jugendarbeit
Die SG Porz hat sich in den vergangenen Jahren kontinuierlich in mehreren Altersklassen für die Deutschen Vereinsmeisterschaften qualifiziert. Mit insgesamt 13 Deutschen Meistertiteln in verschiedenen Altersklassen und 23 weiteren Podestplatzierungen ist die SG Porz nach dem Hamburger SK der erfolgreichste Jugendverein bei den Deutschen Vereinsmeisterschaften der Deutschen Schachjugend. Mehr als 100 Kinder und Jugendliche sind Mitglied des Vereins und werden in diversen Trainingsgruppen unterschiedlicher Spielstärke und Altersstufe trainiert und zu Jugendwettkämpfen und Meisterschaften begleitet. Die SG Porz ist auch aufgrund dieser großen Jugendarbeit mit über 200 Mitgliedern der größte Schachverein in Köln.
| Altersklasse     | Gold                         | Silber                 | Bronze                             | Gesamt |
| ---------------- | ---------------------------- | ---------------------- | ---------------------------------- | ------ |
| U10 (seit 2012)  | 2012                         |                        |                                    | 1      |
| U12 (seit 1999)  | 2015                         |                        | 2014                               | 2      |
| U12w (seit 2020) |                              |                        | 2022                               | 1      |
| U13 (bis 1998)   |                              | 1998                   |                                    | 1      |
| U14 (seit 2008)  | 2014, 2017                   | 2016                   | 2012, 2024                         | 5      |
| U14w (bis 2020)  | 2002, 2005                   | 2003, 2020             | 1999                               | 5      |
| U16 (ab 1999)    | 2012                         | 2015, 2024             |                                    | 3      |
| U16w (seit 2020) | 2023                         |                        | 2021, 2024                         | 3      |
| U20 (seit 1974)  | 1991, 2017, 2018, 2023, 2024 | 1994, 2015, 2020, 2022 | 1990, 1999, 2002, 2003, 2004, 2021 | 15     |